# Análisis p-ádico

Los números 3-ádicos, con sus correspondientes caracteres seleccionados en su grupo de la dualidad de Pontryagin.

En matemática, el análisis p-ádico es una rama de la teoría de números que trata el análisis matemático de las funciones de los números p-ádicos.
La teoría de las funciones numéricas de valores complejos en los números p-ádicos es parte de la teoría de los grupos localmente compactos. El significado común tomado para el análisis p-ádico es la teoría de las funciones de valores p-ádicos en espacios de interés.
Las aplicaciones del análisis p-ádico han sido principalmente en teoría de números, donde tiene un papel significativo en la geometría diofantina y en la aproximación diofantina. Algunas aplicaciones han requerido el desarrollo del análisis funcional p-ádico y de la teoría espectral. En muchos sentidos, el análisis p-ádico es menos sutil que el análisis clásico, ya que la desigualdad ultramétrica significa, por ejemplo, que la convergencia de series infinitas de números p-ádicos es mucho más simple. El espacio vectorial topológico sobre los campos p-ádicos muestra características distintivas; por ejemplo, los aspectos relacionados con convexidad y el teorema de Hahn–Banach son diferentes.

## Otras lecturas
- Koblitz, Neal (1980). p-adic analysis: a short course on recent work. London Mathematical Society Lecture Note Series 46. Cambridge University Press. ISBN 0-521-28060-5. Zbl 0439.12011.

- Cassels, J.W.S. (1986). Local Fields. London Mathematical Society Student Texts 3. Cambridge University Press. ISBN 0-521-31525-5. Zbl 0595.12006.

- Chistov, Alexander and Karpinski, Marek: Complexity of Deciding Solvability of Polynomial Equations over p-adic Integers, Univ. of Bonn CS reports 85183 (1997) Archivado el 3 de marzo de 2016 en Wayback Machine.

- Karpinski, Marek; van der Poorten, Alf; Shparlinski, Igor (2000). «Zero testing of p-adic and modular polynomials». Theoretical Computer Science 233: 309-317. doi:10.1016/S0304-3975(99)00133-4. (preimpreso)

- A course in p-adic analysis, Alain Robert, Springer, 2000, ISBN 978-0-387-98669-2

- Ultrametric Calculus: An Introduction to P-Adic Analysis, W. H. Schikhof, Cambridge University Press, 2007, ISBN 978-0-521-03287-2

- P-adic Differential Equations, Kiran S. Kedlaya, Cambridge University Press, 2010, ISBN 978-0-521-76879-5}